# Solanidina
La solanidina un compost químic alcaloide esteroide que es troba en plantes de la família de les solanàcies, com la patata, Physalis pruinosa i Solanum americanum.
Protegeix la planta contra contra certes infeccions fúngiques i microbianes, com ara l'Alternaria solani, però és verinós per a l'humà i altres animals. És tòxic a partir de 1 a 5 mg/kg pes corporal i es destrueix a altes temperatures.
Humans mengen solanidina mitjançant els glicoalcaloides, α-solanina i α-xaconina, presents a les patates. La porció de sucre d'aquests glicoalcaloides s'hidrolitza al cos, deixant la porció de solanidina.
La solanidina es troba al sèrum de persones sanes que mengen patates, generalment sota el nivell tòxic. Si cal, els nivells sèrics de solanidina abaixen ràpidament un cop s'atura de menjar patates. La solanidina dels aliments també s'emmagatzema al cos humà durant períodes prolongats de temps, i s'ha suggerit que es podria alliberar durant èpoques d'estrès metabòlic amb el potencial de conseqüències perjudicials.
La solanidina provoca síndromes neuromusculars mitjançant la inhibició de la colinesterasa.
Es desconsella menjar les parts verinoses de les solanàcies com ara patates grillades o amb massa zones de color verd. En les patates, la major concentració es troba tot just sota la pell de les patates, pelar, bullir o fregir en redueix el contingut de toxines. S'ha de conservar-les fora de la llum a una temperatura entre 7 i 10 graus.
Podria tenir un paper útil com a precursor en la fabricació a bon preu d'hormones sintètiques.